# 斯特拉恰河

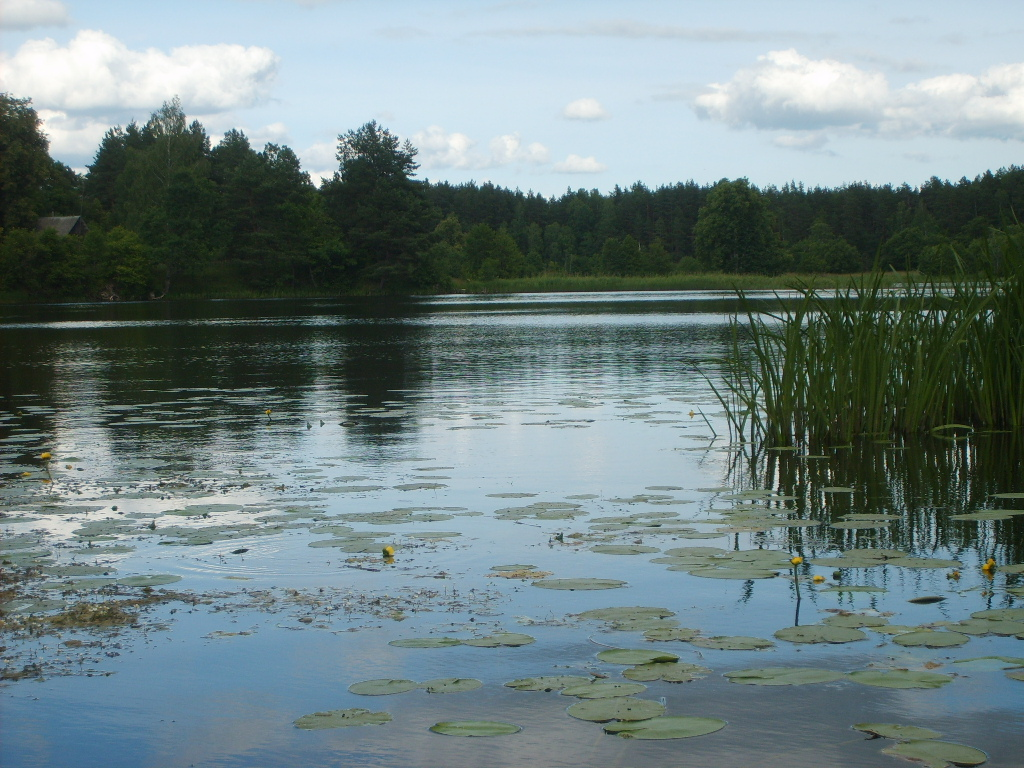
斯特拉恰河

斯特拉恰河（白俄羅斯語：Страча）是白俄羅斯的河流，屬於内里斯河的右支流，河道全長59公里，流域面積1,140平方公里，河口平均流量每秒9.1立方米。1944年2月2日，波蘭和蘇聯在該地區發生戰役。